# Moimenta (Cinfães)
Moimenta é uma povoação portuguesa sede da Freguesia de Moimenta do Município de Cinfães, freguesia com 6,54 km² de área e 356 habitantes (censo de 2021), tendo, por isso, uma densidade populacional de 54,4 hab./km².

## Demografia
A população registada nos censos foi:
| Distribuição da População por Grupos Etários | Distribuição da População por Grupos Etários | Distribuição da População por Grupos Etários | Distribuição da População por Grupos Etários | Distribuição da População por Grupos Etários |
| -------------------------------------------- | -------------------------------------------- | -------------------------------------------- | -------------------------------------------- | -------------------------------------------- |
| Ano                                          | 0-14 Anos                                    | 15-24 Anos                                   | 25-64 Anos                                   | > 65 Anos                                    |
| 2001                                         | 71                                           | 77                                           | 232                                          | 88                                           |
| 2011                                         | 55                                           | 34                                           | 215                                          | 104                                          |
| 2021                                         | 36                                           | 44                                           | 175                                          | 101                                          |

## Lugares
Além da sede, a Freguesia de Moimenta é composta das seguintes localidades:
Aidinho, Barral, Barreiro, Barrêlo, Cabril, Cal, Carreira, Cerdeira, Chãos, Chousalinho, Cruzeiro, Deveza, Sonha, Estrufes, Figueiredo, Gôjo, Guimbra, Joanes, Lameira, Mansoal, Oliveirinha, Outeiro, Paçô, Pendolha, Portela, Prado, Quintãs, Ribeira, São Pedro, Sé, Soutelo, Val, Vales, Valinho de Mó, Valinhos, Várzea, Vila Pouca.

## Desenvolvimento socio-económico
No passado, segundo os mais idosos, Moimenta foi um polo de desenvolvimento económico local. Na atual rua Dr. Carlos Soares Noronha de Menezes havia uma série de artesãos. Destaca-se no setor secundário a existência de: alfaiate, carpinteiro, ferreiro, funileiro, gigueiro, sapateiro/soqueiro e tintureiro.  Apesar dos muitos moinhos que existem na freguesia, não havia a profissão de moleiro. Os moinhos eram de consortes, ou seja, de propriedade comunitária, construídos entre familiares ou vizinhos. 
A nível de serviços destacava-se um consultório médico, do Dr. Carlos Noronha (cujo nome deu origem a toponímia da estrada M-556), um barbeiro, e fala-se que no lugar da Sé morou um juiz.
As atividades profissionais que existem hoje são: Carpintaria, serralharia, pichelaria, construção civil. A nível de comércio local há um restaurante, uma mercearia e um café. 
Todos viviam da agricultura de subsistência. Os alimentos mais cultivados eram o milho, o centeio, o feijão, linho, batatas e o vinho. Estes ainda hoje fazem parte do cultivo, exceto o linho.

## História, costumes e tradições
Há pouca informação documentada sobre a Freguesia de Moimenta. Sabe-se que pertenceu outrora ao concelho de Sanfins da Beira, extinto em meados do século XIX, o qual era constituído pelas freguesias de Espadanedo, Fornelos, Moimenta do Douro, Nespereira, Piães, Souselo, Tarouquela, Travanca do Douro. Em finais do ano de 1855 veio agregar-se ao concelho (atual município) de Cinfães cujos limites administrativos são os que hoje conhecemos.

## Património
- Igreja de São Martinho (matriz)
- Torre sineira
- Ruínas da Casa da Sé
- Moinhos de água
- Vestígios arqueológicos

## Paisagem
- Os ribeiros e as manchas de vegetação associadas às margens das linhas de água
- Os campos agrícolas com misturas de culturas associadas a uma forma de habitação dispersa
- As áreas florestais associadas às zonas mais elevadas, dominadas pelo pinheiro bravo, castanheiros, carvalhos e recentemente por eucaliptos
- Arquitetura popular notável em construções tanto habitacionais como em construções rurais: canastros, palheiros e moinhos hidráulicos

## Festas
A Festa tradicional de Moimenta é em honra do padroeiro São Martinho e é comemorada no penúltimo domingo de agosto.	